# Prix Annick-Dreux
Le prix Annick-Dreux ou critérium des pouliches, prix Queila-Gédé avant 2011, est une course hippique de trot attelé se déroulant fin août ou début septembre sur l'hippodrome de Vincennes (en novembre avant 2022).
C'est une course de Groupe II réservée aux pouliches de 3 ans, ayant gagné au moins 10 000 €.
Elle se court sur la distance de 2 700 mètres (grande piste), départ volté. L'allocation s'élève à 130 000 €, dont 58 500 € pour le vainqueur.
Le prix Queila-Gédé est créé en novembre 1992, afin de permettre aux femelles d'avoir une course leur étant réservée, dédoublant ainsi le prix Jacques de Vaulogé, depuis lors réservé aux mâles et se disputant le même jour mais devenu légèrement moins bien doté, le prix Annick-Dreux ayant acquis le titre de critérium des Pouliches.

## Palmarès depuis la création en 1992
| Année | Vainqueur          | Père               | Driver               | Entraîneur           | Distance | Réd.km |
| ----- | ------------------ | ------------------ | -------------------- | -------------------- | -------- | ------ |
| 2024  | Liza Josselyn      | Ready Cash         | Jean-Michel Bazire   | Jean-Michel Bazire   | 2 700 m  | 1'14"6 |
| 2023  | Kabaka de Guez     | Eridan             | Nicolas Bazire       | Jean-Michel Bazire   | 2 700 m  | 1'13"9 |
| 2022  | Jamaïca Turbo      | Charly du Noyer    | Franck Nivard        | Fabrice Souloy       | 2 700 m  | 1'14"1 |
| 2021  | Inoubliable        | Prodigious         | Jean-Philippe Dubois | Philippe Moulin      | 2 700 m  | 1'14"3 |
| 2020  | Hirondelle Sibey   | Gazouillis         | Éric Raffin          | Jean-Michel Baudouin | 2 700 m  | 1'14"7 |
| 2019  | Gunilla d'Atout    | Ready Cash         | Björn Goop           | Sébastien Guarato    | 2 700 m  | 1'14"6 |
| 2018  | Fly With Us        | Ready Cash         | Yoann Lebourgeois    | Philippe Allaire     | 2 700 m  | 1'15"5 |
| 2017  | Erminig d'Oliverie | Scipion du Goutier | Mathieu Mottier      | Franck Leblanc       | 2 700 m  | 1'14"  |
| 2016  | Draft Life         | Ubriaco            | Éric Raffin          | Louis Baudron        | 2 700 m  | 1'14"4 |
| 2015  | Cavalleria         | Prodigious         | Éric Raffin          | Sébastien Guarato    | 2 700 m  | 1'14"6 |
| 2014  | Biche des Clos     | Rolling d'Héripré  | Mathieu Mottier      | Dominique Mottier    | 2 700 m  | 1'14"8 |
| 2013  | Anastasia Fella    | Goetmals Wood      | Franck Nivard        | Fabrice Souloy       | 2 700 m  | 1'16"1 |
| 2012  | Vanika du Ruel     | Jardy              | Franck Anne          | Franck Anne          | 2 700 m  | 1'14"3 |
| 2011  | Union d'Urzy       | Coktail Jet        | Jos Verbeeck         | Thierry Duvaldestin  | 2 700 m  | 1'16"3 |
| 2010  | The Lovely Gwen    | And Arifant        | Pierre Vercruysse    | Mickael Lemercier    | 2 700 m  | 1'15"7 |
| 2009  | Scala Bourbon      | Love You           | Matthieu Abrivard    | Sébastien Guarato    | 2 700 m  | 1'15"6 |
| 2008  | Return Money       | Corot              | Thierry Duvaldestin  | Thierry Duvaldestin  | 2 700 m  | 1'15"7 |
| 2007  | Qualita Bourbon    | Love You           | Jean-Pierre Dubois   | Jean Baudron         | 2 700 m  | 1'15"5 |
| 2006  | Pearl Queen        | Carpe Diem         | Thierry Duvaldestin  | Thierry Duvaldestin  | 2 700 m  | 1'13"7 |
| 2005  | Orphéa de Nay      | Caribou du Ranch   | Jos Verbeeck         | Fabrice Souloy       | 2 175 m  | 1'14"1 |
| 2004  | Nina Madrik        | In Love With You   | Pierre Levesque      | Fabrice Souloy       | 2 175 m  | 1'14"5 |
| 2003  | Mahana             | Défi d'Aunou       | Jean-Pierre Dubois   | Jean-Pierre Dubois   | 2 175 m  | 1'14"  |
| 2002  | Lazio du Bourg     | Tadzio de la Motte | Joël Van Eeckhaute   | Joël Van Eeckhaute   | 2 175 m  | 1'13"7 |
| 2001  | Kuza Viva          | Uzo Charmeur       | Stéphane Levoy       | Paul Viel            | 2 175 m  | 1'15"2 |
| 2000  | Jorade du Fruitier | Caballio in Blue   | Michel Lenoir        | Jacques Bruneau      | 2 175 m  | 1'13"1 |
| 1999  | Iatka Bocain       | Renoso             | Étienne Lecot        | Jean-Francois Yver   | 2 175 m  | 1'15"4 |
| 1998  | Hippodamia         | Workaholic         | Philippe Allaire     | Philippe Allaire     | 2 175 m  | 1'15"5 |
| 1997  | Gina des Jacquots  | Bon Conseil        | Jean-Pierre Viel     | Jean-Pierre Viel     | 2 175 m  | 1'16"5 |
| 1996  | Foolish Princess   | Passionnant        | Ulf Nordin           | Ulf Nordin           | 2 175 m  | 1'16"3 |
| 1995  | Eyra de Bellouet   | Viking's Way       | Patrice Lebouteiller | Patrice Lebouteiller | 2 175 m  | 1'14"6 |
| 1994  | Do Wind            | Quouky Williams    | Jean-Étienne Dubois  | Jean-Étienne Dubois  | 2 175 m  | 1'16"6 |
| 1993  | Coda Josselyn      | Workaholic         | Jean-Philippe Dubois | Jean-Pierre Dubois   | 2 175 m  | 1'16"8 |
| 1992  | Bahama             | Quito de Talonay   | Jean-Étienne Dubois  | Jean-Pierre Dubois   | 2 175 m  | 1'17"2 |

## Sources
- Pour les conditions de course et le palmarès : Prix Annick Dreux et Prix Queila Gédé sur le site de la SETF